# Antifibrinolitik
Antifibrinolitici, kao što su aminokaproinska kiselina (ε-aminokaproinska kiselina) i traneksaminska kiselina se koriste kao inhibitori fibrinolize. Ovi lekovi slični lizinu ometaju formiranje fibrinolitičkog enzima plazmina iz njegovog prekurzora plazminogena posredstvom plasminogenskih aktivatora (prvenstveno t-PA i u-PA). Do toga dolazi uglavnom u oblastima bogatim lizinom na površini fibrina. Ovi lekovi blokiraju mesto vezivanja enzima ili plasminogena, i time sprečavaju formiranje plazmina.
Oni se koriste tokom menoragija i za kontrolu krvarenja uzrokovanih kancerom. Oni su korisni za pacijente sa hiperfibrinolizom jer brzo zaustavljaju krvarenje, ukoliko druge komponente hemostatičkog sistema funkcionišu. Time se može izbeći primena krvnih proizvoda, kao što je sveže zamrznuta plazma. 
Kliničko ispitivanje CRASH-2 iz 2010. je pokazalo da antifibrinolitički lek traneksaminska kiselina bezbedno umanjuje mortalitet kod pacijenata sa traumama krvarenja.
Antifibrinolitički lek aprotinin je povučen sa tržišta zbog ozbiljnih nuspojava, posebno na bubrezima.

## Spoljašnje veze
- Antifibrinolytics на 
- lista agensa 82000933